# Місересес-де-Тера
Місересес-де-Тера (ісп. Micereces de Tera) — муніципалітет в Іспанії, у складі автономної спільноти Кастилія-і-Леон, у провінції Самора. Населення — 553 особи (2010).
Муніципалітет розташований на відстані близько 250 км на північний захід від Мадрида, 55 км на північ від Самори.
На території муніципалітету розташовані такі населені пункти: (дані про населення за 2010 рік)
- Абравесес-де-Тера: 139 осіб
- Агілар-де-Тера: 233 особи
- Місересес-де-Тера: 181 особа

## Демографія
Динаміка населення (INE ):